# 田五铁路
田五铁路，原称长大铁路复州支线，自沈大线上的田家站向西引出，至渤海复州湾五岛盐场，担负着海盐外运任务。目前区间平行图通过能力28.5对/d。
白水井站向西北延伸出白老铁路支线，长12千米，至老虎屯站，瓦房店军用机场的运油线。1953年4月开工建设自田家站经白水井至老虎屯段铁路支线，这是仍然处于抗美援朝战争时期，这一军用机场运油线至1953年末建成。
1959年9月白水井至五岛段运盐铁路开工，至1962年12月建成。 1963年3月14日经铁道部正式验收合格，4月15日开始运营。
老古河桥，位于田五铁路炮台镇与复州湾镇交界处。1959年建，桥长84.1米，为6孔12米跨度T型混凝土梁桥，尖端型桥墩、片石混凝土扩大基础，基础最小埋深4.91米，病害慢行限速40km/h。岚崮河桥，位于田五铁路李店镇境内，建于1959年，桥长87米。
2009年开工的长兴岛铁路，从瓦房店站至炮台站区段为新建；从炮台站至五岛站为利用田五铁路既有线改造；从五岛站至长兴岛为新建。